# Hobart (Wisconsin)
Hobart es una villa ubicada en el condado de Brown en el estado estadounidense de Wisconsin. En el Censo de 2010 tenía una población de 6.182 habitantes y una densidad poblacional de 72,19 personas por km².

## Geografía
Hobart se encuentra ubicada en las coordenadas 44°29′40″N 88°9′19″O / 44.49444, -88.15528. Según la Oficina del Censo de los Estados Unidos, Hobart tiene una superficie total de 85.63 km², de la cual 85.35 km² corresponden a tierra firme y (0.33%) 0.28 km² es agua.

## Demografía
Según el censo de 2010, había 6.182 personas residiendo en Hobart. La densidad de población era de 72,19 hab./km². De los 6.182 habitantes, Hobart estaba compuesto por el 78.11% blancos, el 0.5% eran afroamericanos, el 17.5% eran amerindios, el 1.16% eran asiáticos, el 0.11% eran isleños del Pacífico, el 0.13% eran de otras razas y el 2.47% pertenecían a dos o más razas. Del total de la población el 2.26% eran hispanos o latinos de cualquier raza.